# Ліпнік (річка)
Ліпнік (пол. Lipnik (dopływ Krzyworzeki) — гірська річка в Польщі, у Мисленицькому повіті Малопольського воєводства. Ліва притока Кшивожеки, (басейн Балтійського моря).

## Опис
Довжина річки 8,88 км, найкоротша відстань між витоком і гирлом — 7,38  км, коефіцієнт звивистості річки — 1,21 . Формується притокам та безіменними струмками.

## Розташування
Бере початок на північно-західних схилах гори Любомир (904,2 м) на висоті 830 м (гміна Вішньова). Тече переважно на північний схід через Ліпник, Червін і у Гліхуві впадає у річку Кшивожеку, праву притоку Раби.